# Bissombo
Bissombo (ou Bisombo, Bissambo) est un village du Cameroun situé dans le département du Dja-et-Lobo et la Région du Sud, sur la route qui relie Metom à Akom. Il fait partie de la commune de Bengbis.

## Population
La plupart des habitants sont des Boulou.
En 1963, Bissombo comptait 115 habitants. Lors du recensement de 2005, 71 personnes y ont été dénombrées.

## Personnalités liées à Bissombo
La chanteuse de mvett, Asomo Ngono Ela, est née à Bissombo vers 1914.